# 大邱達城警察署
大邱達城警察署（テグタルソンけいさつしょ）は、大邱地方警察庁所管の警察署である。

## 管轄区域
- 達城郡

## 沿革
- 1957年7月26日 - 達城警察署として開署。管轄区域は達城郡（ただし、東村面・公山面を除く）。
- 1957年11月6日 - 東村面・月背面・城西面・嘉昌面・公山面が大邱市に編入されたことに伴い、管轄が達城郡になる。
- 1963年1月1日 - 月背面・城西面・嘉昌面・公山面を達城郡に戻したことに伴い管轄が達城郡（ただし、嘉昌面・公山面を除く）になる。
- 1981年7月1日 - 公山面、城西邑、月背邑の大邱直轄市編入に伴い城西邑を西部警察署に、月背邑を南部警察署に編入。（公山面は変更なし）。管轄区域が達城郡（ただし、嘉昌面を除く）になる。
- 1989年12月8日 - 現在の庁舎が完成。
- 1991年 - 嘉昌面を寿城警察署から編入。管轄区域が達城郡になる。
- 1995年3月1日 - 大邱地方警察庁に所属が変更される
- 2001年11月24日 - 大邱達城警察署に改称

## 組織
- 警務課
- 生活安全課
- 捜査課
- 警備交通課
- 情報保安課

## 管轄派出所
- 多斯派出所
- 玄風派出所
- 花園派出所
- 嘉昌派出所
- 求智派出所
- 玉浦派出所
- 瑜伽派出所
- 花南派出所
- 論工派出所
- 河浜派出所

## 管轄治安センター
- 渭川治安センター
- 桐谷治安センター